# Тумбурус, Париде
Париде Тумбурус  (итал. Paride Tumburus; 8 марта 1939, Аквилея — 24 октября[уточнить] 2015, там же) — итальянский футболист, защитник. По завершении игровой карьеры — футбольный тренер.
В качестве игрока прежде всего известен выступлениями за клуб «Болонья», а также национальную сборную Италии. Чемпион Италии в составе «Болоньи».

## Карьера
В профессиональном футболе дебютировал в 1959 году выступлениями за клуб «Болонья», в которой провел девять сезонов, приняв участие в 200 матчах чемпионата. Большинство времени, проведенного в составе «Болоньи», был основным игроком команды. За это время завоевал титул чемпиона Италии.
В течение 1968—1970 годов защищал цвета клуба «Ланеросси». Завершил профессиональную игровую карьеру в клубе «Роверето», за которую выступал в течение 1970—1971 годов.

## Международная карьера
В 1962 году дебютировал в официальных матчах в составе национальной сборной Италии. На протяжении карьеры в национальной команде, провел в форме главной команды страны 4 матча. В составе сборной был участником чемпионата мира 1962 года в Чили.

## Достижения
- Чемпион Италии: 1963/64